# Georgette Magritte
Pour les articles homonymes, voir Berger.
Georgette Magritte, née Georgette Berger (Marcinelle, 22 février 1901- Schaerbeek, 26 février 1986), est l'épouse et le principal modèle du peintre belge René Magritte.

## Biographie
Georgette Berger naît à Marcinelle (commune de Charleroi). Elle rencontre son futur époux, René Magritte, dans son adolescence en 1913 à la foire annuelle de Charleroi. Les adolescents ont alors une petite idylle qui dure un an et qui est brutalement interrompue par la Première Guerre mondiale en 1914. 
Georgette et René se revoient par hasard au Jardin botanique de Bruxelles en 1920. Il se fiancent et se marient le 28 juin 1922 dans la commune de Schaerbeek, à l'église Sainte-Marie. 
Durant des années, Georgette travaille à mi-temps dans un atelier de fournitures de peintures au centre-ville de Bruxelles, rue du Marché au Charbon. Ce magasin familial appelé la maison Berger est l'endroit où Magritte se fournit en couleurs. Avant que Magritte ne devienne célèbre, le salaire de Georgette constitue leur principal revenu.  
Durant une réunion surréaliste à Paris le 14 décembre 1929, un incident célèbre impliquant Georgette entraine une brouille entre René Magritte et André Breton : Georgette porte une croix autour du cou, et le surréaliste parisien lui demande publiquement de la retirer, entrainant la sortie de Georgette, suivie de Magritte. Les deux surréalistes resteront brouillés durant deux ans à cause de cet incident.
En 1940 Georgette Magritte et Paul Colinet mettent fin à la liaison qu'ils entretiennent après que Magritte se soit épris en 1936 de l'artiste britannique Sheila Legge (créatrice d'une performance à Trafalgar Square lors de l'exposition internationale du surréalisme de Londres).
Dans le roman Boulevard Jacqmain publié en 1953 par Irène Hamoir les surréalistes belges apparaissent sous des surnoms plus ou moins transparents : « Paul Nouguier » pour Paul Nougé, « Gritto » pour René Magritte, « Maître Bridge » pour Louis Scutenaire, « Édouard Massens » pour E. L. T. Mesens, « Bergère » pour Georgette Magritte, « Marquis » pour Paul Magritte, « Sourire » pour André Souris, « Monsieur Marcel » pour Marcel Lecomte, « Evrard » pour Geert van Bruaene, « Delasbyme » pour Denis Marion, « Mouffin » pour Robert Goffin, « Crépue » pour Irène Hamoir.
Georgette meurt en 1986, 20 ans après son mari dans leur dernière demeure au 97 de la rue des Mimosas à Schaerbeek. Elle est enterrée avec lui au cimetière de Schaerbeek.

## Participation à des ouvrages collectifs
- Silhouettes 1937, deux poèmes autographes et un collage signés de Jean Scutenaire, deux poèmes autographes et un collage signés d'Irène Hamoir, deux poèmes autographes signés de Paul Colinet, un texte autographe signé de Marcel Lecomte, une partition autographe signée de Paul Magritte, un collage signé de Georgette Magritte, Laaken-lez-Bruxelles, « sur l'échiquier de Betty P. Magritte », 3 avril 1937, exemplaire unique offert à René Char[6].

## Portraits de Georgette Berger

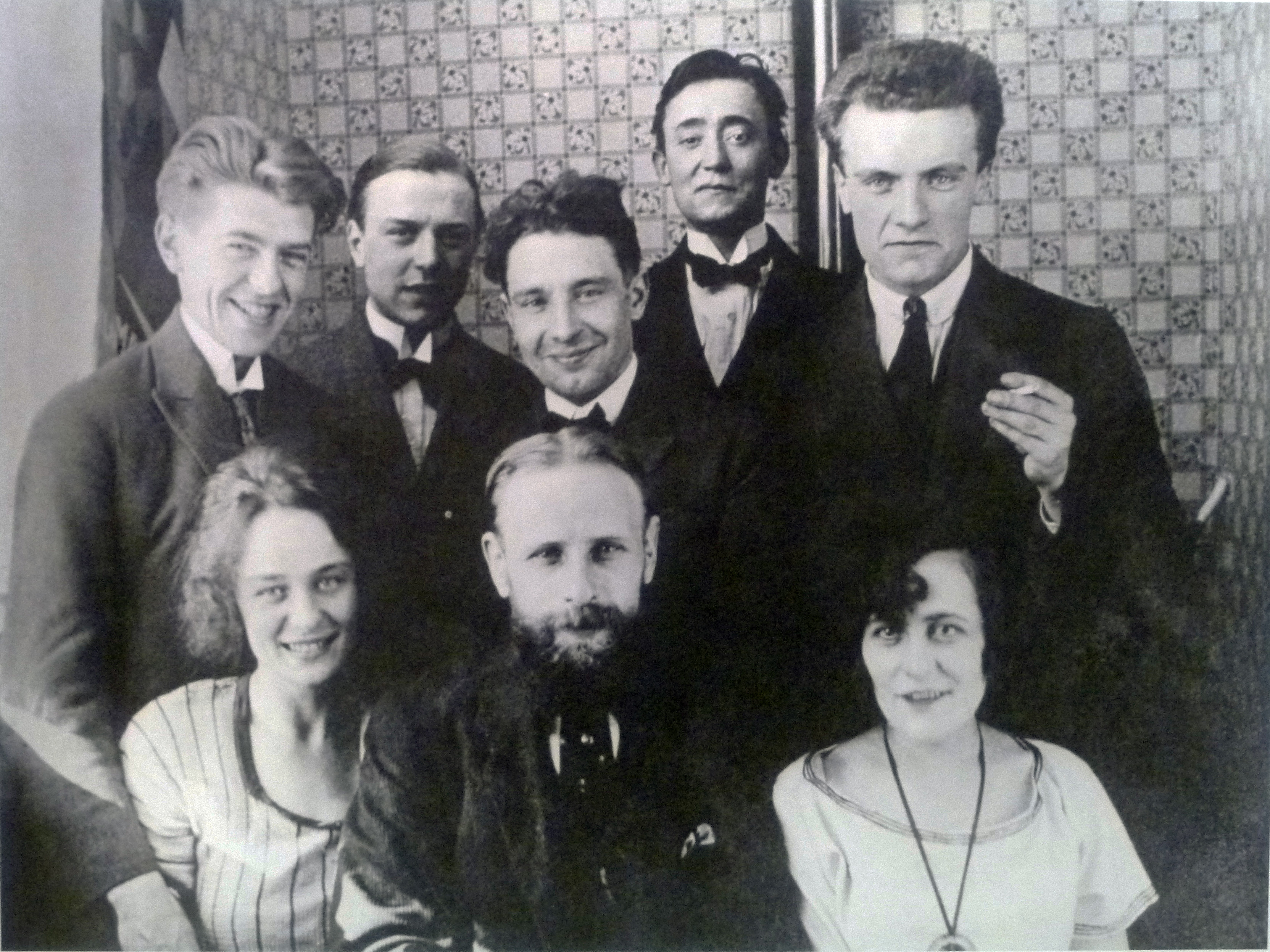
Chez Victor Servranckx, le jour du mariage de Georgette et René (juin 1922) de gauche à droite : en haut, René Magritte, E. L. T. Mesens, Victor Servranckx, Pierre-Louis Flouquet, Pierre Bourgeois ; en bas, Georgette Berger, Pierre Broodcoorens, Henriette Flouquet.

### Par René Magritte
Épouse de René Magritte, Georgette Berger était aussi son principal modèle et plusieurs portraits d'elle par son mari sont répertoriés, notamment :
- ca. 1921, fusain sur papier, portrait de trois-quarts face[7] ;
- 1923, huile sur toile, portrait surréaliste de Georgette au piano[8],[9] ;
- 1926, huile et crayon sur toile, Portrait de Georgette au bilboquet ;
- 1934, huile sur toile, portrait de face, une cigarette à la main, sur un fond de ciel bleu avec des nuages [10] ;
- 1937, huile sur toile, portrait en médaillon, entouré d'une colombe, un rameau d'olivier, une bougie, un papier portant le mot « vague » et une clef, sur un fond de ciel bleu avec des nuages[11] ;
- 1944, huile sur toile, portrait de face[12] ;
- non daté, huile sur toile, portrait dans un cadre blanc ouvert sur un fond bleu nuit[13].

### Autre
- Borin Van Loon (en) a également peint le portrait de Georgette Berger, telle qu'elle était le jour de son mariage en 1922[14].

## Filmographie

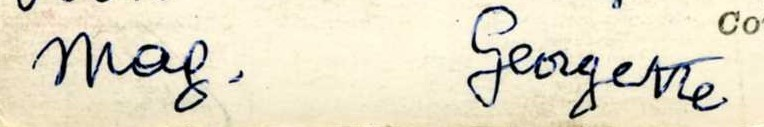
Signatures de René et Georgette Magritte sur une carte postale envoyée de Paris en 1960 à Louis Scutenaire et Irène Hamoir

Georgette apparaît à plusieurs reprises dans le court métrage intitulé La Fidélité des images réalisé en 1946 par son époux.

## Éléments de bibliographie
- La Fidélité des images, René Magritte, Le cinématographe et la photographie, textes et titres de Louis Scutenaire, exposition organisée par le service de la Propagande artistique du ministère de la culture française, Bruxelles, musée d'art moderne, imprimé par les éditions Lebeer-Hossmann, Bruxelles, 1976, publié à l'occasion de l'exposition au Musée d'art moderne de la Ville de Paris, octobre-novembre, 1976, 95 pages [photographies faites par René Magritte de Georgette Magritte et de leurs proches entre 1928 et 1955, quelques photographies faites de Magritte et images des films réalisés par Magritte autour de 1957].
- Michel Draguet, Magritte, folio biographies, Gallimard, 2014  (ISBN 978-2-07-045017-6).

### Biographie
- « Georgette », dans Michel Draguet, Magritte, Gallimard, coll. « Folio Biographies », 415 p., inédit (ISBN 2072480884 et 9782072480881, lire en ligne)